# 卡利科 (北卡羅萊納州)
卡利科（英語：Calico）是位於美國北卡羅萊納州皮特縣的非建制地區。

## 歷史
卡利科的郵局於1882年設立，其後於1902年停運。

## 地理
卡利科所處的海拔為高於海平面12米（即39英呎），而該地所採用的時區為UTC-5，即北美东部时区（EST）。同時該地設有夏令時間，為UTC-5調快一小時，即UTC-4（EDT）。